# 摩擦円
摩擦円（まさつえん、英語: friction circle）は、車両が旋回している時に「タイヤ接地面に発生する前後力と横方向力の合力の最大値が静止摩擦力に等しいとした時，“前後力2 + 横力2 = 最大静止摩擦力2” で表せる円のことをいう」。車両のタイヤと路面との間の動的相互作用について考えるための有用なやり方である。下の図は上から見たタイヤを示しており、路面はx-y平面内にある。タイヤが付いている車両は正の y 方向に移動している。

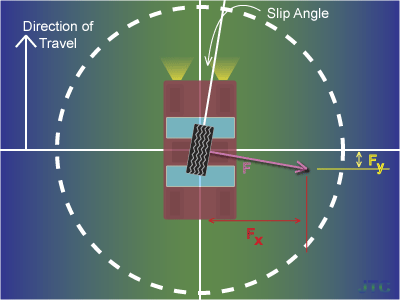
摩擦円

この例では、車両は右（すなわち曲がり角の中心から正のx方向）へ旋回していることになる。タイヤの回転面は、実際にタイヤが動いている方向（正のy方向）に対して斜めになっていることに注意すること。言い換えれば、タイヤは自分が「指している」方向（この場合，正のy方向から見て右方向）に単純に「転がる」のではなく、正のy方向への「前進」を維持するために、自分が指している方向とは異なる方向に「滑る」必要がある。この、タイヤが「向いている」方向（回転面）と、実際の進行方向との差が横滑り角（スリップ角）である。
タイヤが路面に接する部分では、すべり（スリップ）という機構によって水平方向の力が発生する。その力を図中ではベクトル Fで表している。この例では、Fはタイヤの平面に対して垂直になっていることに注意すること。これは、タイヤが自由に転がっていて、車のブレーキや駆動列（ドライブトレイン）によってトルクが加えられていないからである。しかし、これがいつでも当てはまるというわけではない。
Fの大きさは破線の円によって制限されているが、破線の円からはみ出さないFxとFYの成分の組み合わせであれば、どのような大きさでも構わない（現実のタイヤでは、円はy軸がx軸よりも少し長い楕円に近い形になりそうである）。
この例では、タイヤはx方向に力の成分 (Fx) を発生させている。この力がサスペンションシステムを介して車両のシャシーに伝達され、他のタイヤからの同様の力と組み合わされると、車両は右に曲がることになる。また、負のy方向にも小さな力 (Fy)　がある。これは抗力を表しており、他の力で打ち消されなければ、車両は減速してしまう。このような抵抗は、タイヤが横方向の力を発生させる滑りの機構上、避けることができないものである。
摩擦円の直径、つまりタイヤが発生させることのできる最大の水平方向の力は、タイヤの設計やその状態（経年変化や温度など）、路面の質、タイヤにかかる垂直方向の負荷など、多くの要因によって決まる。